# Ј

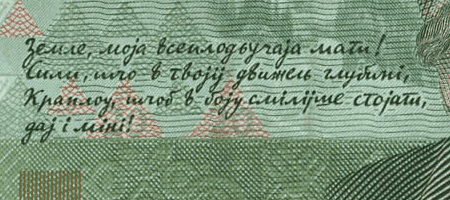
Podpis Iwana Franki na banknocie o nominale 20 hrywien. Widoczne jest użycie litery j.

Ј, Јј (serb. jе) – litera cyrylicy używana w języku serbskim, języku macedońskim i w cyrylickim zapisie języka azerskiego. Służy do zapisywania głoski [j] w powyższych językach. W XIX wieku Vuk Karadžić wprowadził tę literę do alfabetu serbskiego w miejsce Й. Jednocześnie nadał jej funkcję oznaczania głoski [j] w połączeniach: ја, је, ју, które we wcześniejszej pisowni były oznaczane jednym znakiem: я, е, ю.
W drugiej połowie XIX wieku niektórzy językoznawcy i literaci ukraińscy proponowali wprowadzenie litery ј w tej samej roli do alfabetu ukraińskiego (w wersji zwanej drahomaniwką). Koncepcja ta nie zyskała wystarczającego poparcia, jednak jej ślad wciąż widnieje na banknocie ukraińskim nominału 20 hrywien, na którym umieszczono rękopis wiersza Iwana Franki zapisany z wykorzystaniem litery ј.

## Kodowanie
| Znak                   | Ј                          | Ј                          | ј                        | ј                        |
| ---------------------- | -------------------------- | -------------------------- | ------------------------ | ------------------------ |
| Nazwa w Unikodzie      | Cyrillic Capital Letter Je | Cyrillic Capital Letter Je | Cyrillic Small Letter Je | Cyrillic Small Letter Je |
| Kodowanie              | dziesiątkowo               | szesnastkowo               | dziesiątkowo             | szesnastkowo             |
| Unicode                | 1032                       | U+0408                     | 1112                     | U+0458                   |
| UTF-8                  | 208 136                    | d0 88                      | 209 152                  | d1 98                    |
| Odwołania znakowe SGML | &#1032;                    | &#x0408;                   | &#1112;                  | &#x0458;                 |
| Macintosh Cyrillic     | 183                        | B7                         | 192                      | C0                       |
| ISO 8859-5             | 168                        | A8                         | 248                      | F8                       |
| Windows-1251           | 163                        | A3                         | 188                      | BC                       |
| Code page 855          | 143                        | 8F                         | 142                      | 8E                       |